# Camarea affinis
Camarea affinis är en tvåhjärtbladig växtart som beskrevs av A. St.-hil.. Camarea affinis ingår i släktet Camarea och familjen Malpighiaceae. Inga underarter finns listade i Catalogue of Life.

## Bildgalleri

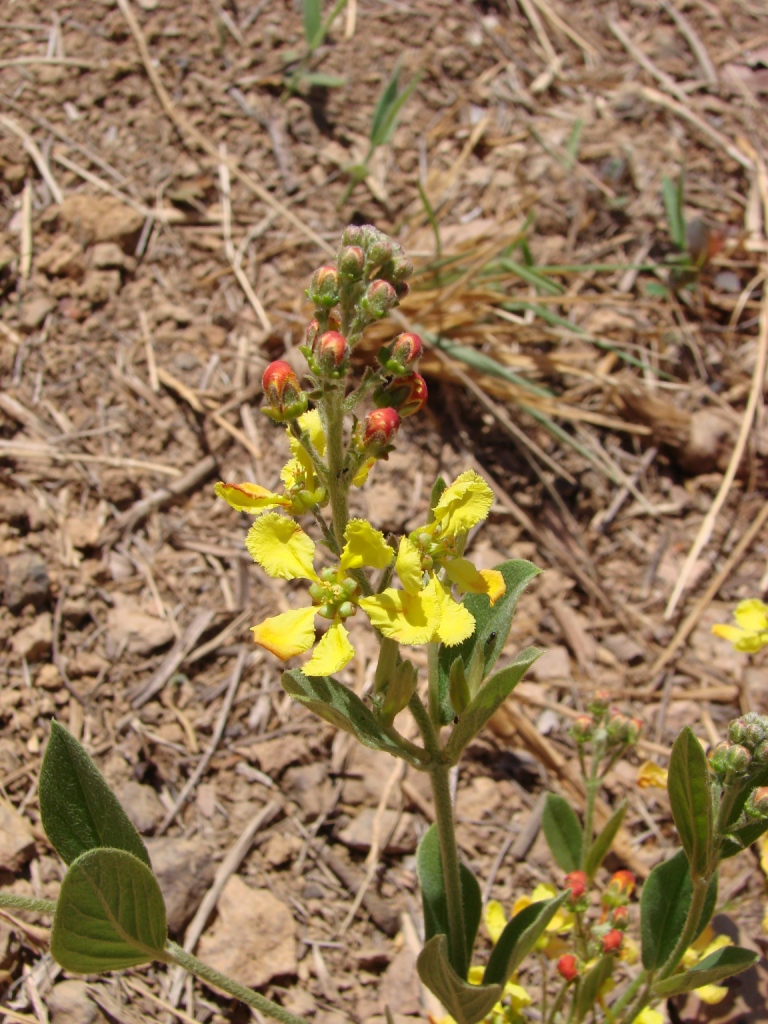